# Chaqiliq
Chaqiliq, även känd som Ruoqiang, är ett härad som lyder under den autonoma prefekturen Bayingolin i Xinjiang-regionen i nordvästra Kina. Det ligger omkring 530 kilometer söder om regionhuvudstaden Ürümqi.
I häradet är den berömda sjön Lop Nur belägen.